# Pika Édition

Trụ sở, 19bis rue Louis Pasteur, Boulogne-Billancourt

Pika Édition là một nhà xuất bản tiếng Pháp đặt trụ sở tại Boulogne-Billancourt, chuyên xuất bản manga. Thành lập như một công ty con 'của' công ty Media System Editions, tuy nhiên vào năm 2007, nó đã được Hachette Livre mua lại.

## Phân bố
Nhà xuất bản Pika Édition được phân phối tại Pháp, Thụy Sĩ, Bỉ và Canada.

## Tạp chí
- Shōnen Collection, phối hợp với Kodansha, là một tạp chí hàng tháng được phát hành từ tháng 1 năm 2003 đến tháng 5 năm 2005. Có 30 tác phẩm đã được đăng tải lên tạp chí, cùng với 2 tác phẩm độc quyền, DYS và Dreamland, đã được phát hành trên tạp chí này vào năm 2005.

## Xuất bản manga
- Nana to Kaoru (tên Pháp Attache-moi)[2]